# Wabar
Wabar – kratery uderzeniowe położone na pustyni Ar-Rab al-Chali w Arabii Saudyjskiej. Kratery znajdują się w środku rozległego pola wydm, przez co są stopniowo zasypywane piaskiem. Nazwa pochodzi od zniekształconej nazwy zaginionego miasta Ubar (Irem), położonego na tej pustyni.

## Kratery
W miejscu impaktu znajdują się trzy niewielkie kratery uderzeniowe, z których największy mierzy 116 m, średni 64 m, a najmniejszy 11 m. Utworzył je upadek meteoroidu o składzie żelaznym, z grupy IIIAB, o masie około 3500 ton. W czasie upadku mogło powstać więcej kraterów, które zostały następnie pokryte przez wydmy.
Elipsa rozsiania meteorytów ma wymiary ok. 500 × 1000 m.

## Badania

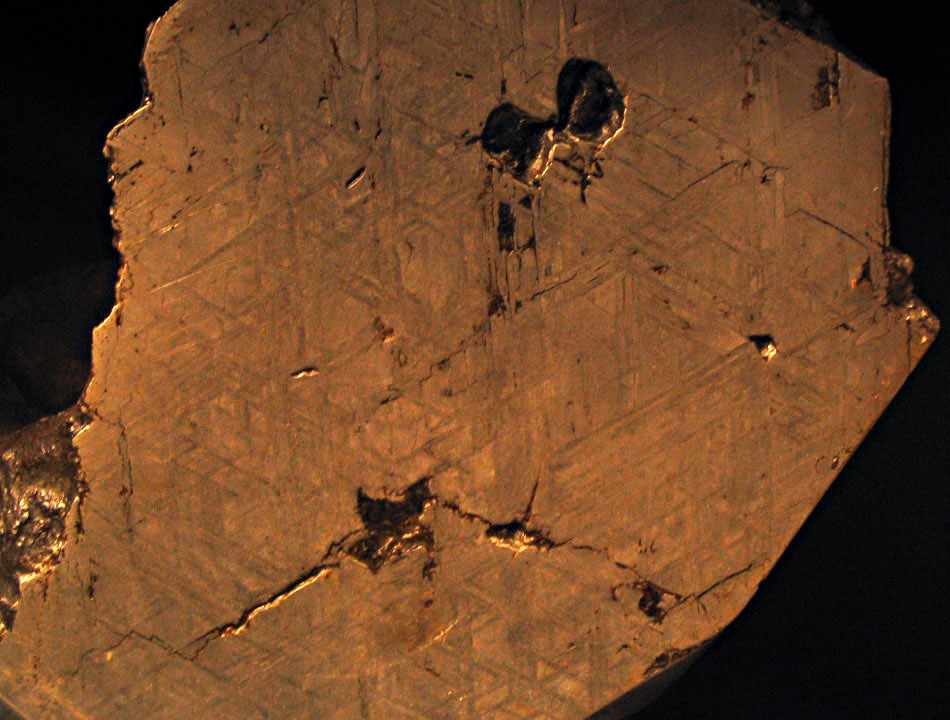
Meteoryt Wabar z widocznymi figurami Widmanstättena

Kratery Wabar (al-Hadida) były znane Beduinom zapewne od czasu ich powstania; dla nauki odkrył je w 1932 roku Harry St. John Philby, poszukujący legendarnego zaginionego miasta Ubar. Legenda beduińska mówiła, że w pobliżu miasta znajduje się bryła żelaza „wielka jak garb wielbłąda”. Philby sądził, że chodzi o żelazne artefakty wytworzone przez mieszkańców Ubar; był bardzo zawiedziony odnalazłszy na pustyni dwie koliste formacje geologiczne i znacznie mniejszą bryłę naturalnego żelaza. Uznał, że dwa zauważone przez niego kratery są kraterami wygasłego wulkanu. W 1965 roku dziennikarz National Geographic, Thomas Abercrombie, odnalazł opisywany przez Beduinów meteoryt, o masie 2,2 tony. Trzeci krater został odkryty dopiero w 1994 roku.

## Impakt
Uderzenie miało energię równoważną wybuchowi 10–12 kiloton trotylu. Brzegi kraterów zachowały się, dzięki przekształceniu piasku w „impaktyt” (gruboziarnisty piaskowiec) i zeszkleniu jego części. Na północno-zachodnich ścianach kraterów impaktyt niemal nie występuje, co wskazuje że uderzenie miało miejsce pod kątem 22–45° do powierzchni. Stopiony piasek został także rozrzucony po okolicy, jako tektyty (szkliwo impaktowe). Na rozrzut tektytów wywarł wpływ wiatr; jego sezonowa zmienność wskazuje, że uderzenie miało miejsce wczesną wiosną.
Rok upadku nie jest dobrze określony. Wstępne oszacowania sugerowały wiek 6400 lat, jednak przeczy temu obserwowane tempo zasypywania kraterów. Nowsze badania wskazują, że miał on miejsce nie dawniej niż około roku 1550. Kratery Wabar mogło też utworzyć uderzenie głównej części obiektu, z którego pochodzą meteoryty Nedżd. Bolid ten przeleciał ponad Rijadem w 1863 lub 1891 roku, podążając w stronę miejsca, gdzie leżą obecnie kratery Wabar.